# قرة غنبد عليا
قرة غنبد عليا (بالفارسية: قره‌گنبد علیا) هي منطقة سكنية تقع في تشارواماق الشرقية الريفية في إيران. يقدر عدد سكانها بـ 120 نسمة .